# قیز لر قلعه
قیز لر قلعه در شهرستان ترکمن، روستای سقرتپه واقع شده و این اثر در تاریخ ۲۲ تیر ۱۳۷۹ با شمارهٔ ثبت ۲۷۳۴ به‌عنوان یکی از آثار ملی ایران به ثبت رسیده‌است.